# Stemsleutel

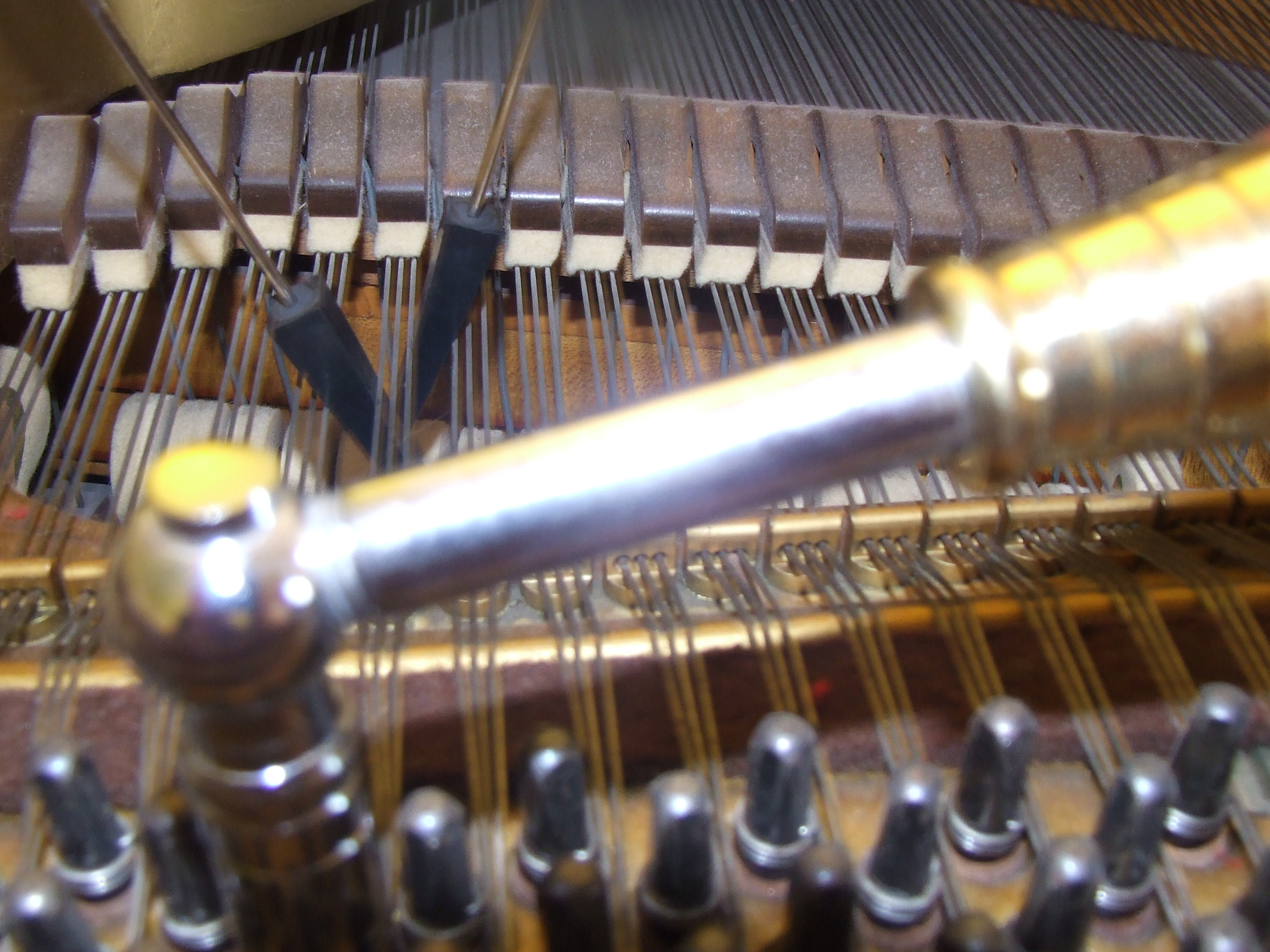
Stemsleutel voor een piano.

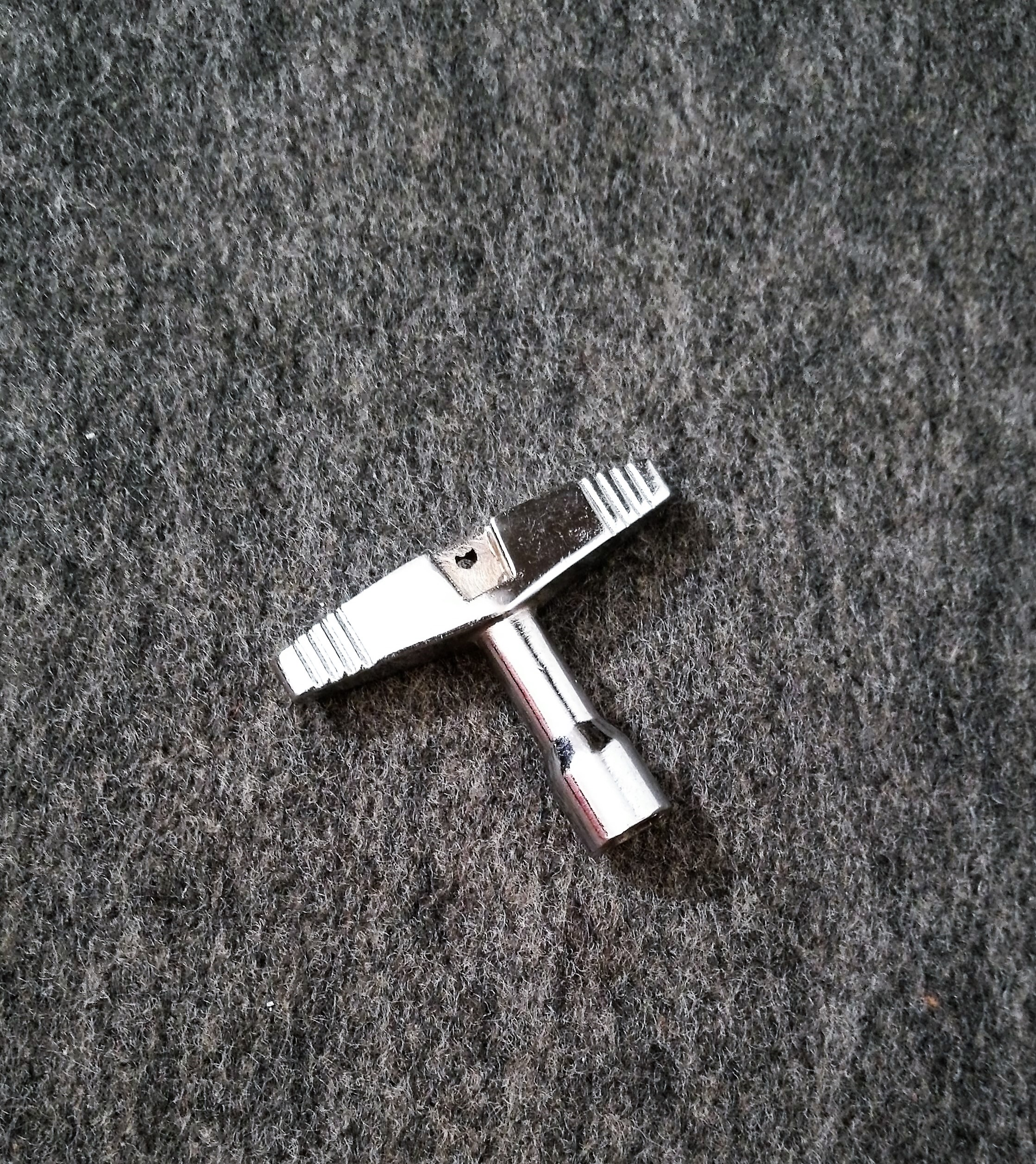
Stemsleutel voor trommels.

Een stemsleutel, is een type dopsleutel voor het stemmen van bepaalde snaarinstrumenten en trommels.
Voor het stemmen van een piano wordt doorgaans een L-vormige stemsleutel gebruikt (ook wel stemhamer genoemd), waarmee een fijnere afstemming mogelijk is. Voor andere snaarinstrumenten met een lagere spanning op de snaren, zoals het klavecimbel, de harp en hammered dulcimer, gebruikt men doorgaans een T-vormige stemsleutel.
Andere snaarinstrumenten zoals de viool, gitaar en banjo hebben stemschroeven. Hiermee wordt de snaar op de juiste toonhoogte gestemd.
Stemsleutels worden ook gebruikt voor het stemmen van vellen van een trommel. Hierbij wordt het vel van een trommel gespannen door het aandraaien van de spanschroeven rondom het vel. Een veelgebruikte toepassing is bij vellen van een drumstel, zoals de snaredrum, toms en bassdrum. Met de spanschroeven wordt een spanrand rond het vel samengedrukt wat de trommel zijn karakteristieke toon geeft.